# Bulmer (Essex)
Bulmer is een civil parish in het bestuurlijke gebied Braintree, in het Engelse graafschap Essex. In 2001 telde het dorp 568 inwoners.